# Cowboy in Sweden
Denna artikel handlar om filmen Cowboy in Sweden. För Lee Hazlewoods musikalbum med samma namn, se Cowboy in Sweden (musikalbum).
Cowboy in Sweden är en svensk TV-film från 1970 i regi av Torbjörn Axelman (Charlie Wallace gjorde de amerikanska scenerna; For a Day Like Today och Easy and Me).
Filmen porträtterar en cowboy (Lee Hazlewood) som guidas runt i Sverige av en ung blond svensk flicka (Nina Lizell). I filmen medverkar även Lena Edholm och Hazlewoods dåvarande flickvän (och producent på hans bolag LHI, Lee Hazlewood Industries), sångerskan Suzi Jane Hokom (alt. Hillary Hokom), samt hans två äldsta barn, Debra Hazlewood som Easy, och Mark Hazlewood som Some Other Guy. Filmens soundtrack innehöll låten "Vem kan segla förutan vind?", insjungen av Lizell och Hazlewood. Låten blev en succé och nådde första plats på Svensktoppen 1971. Hazlewood spelade även in ett album med samma namn, Cowboy in Sweden (1970).

## Rollista
- Lee Hazlewood – cowboy
- Nina Lizell – ung svensk blond flicka

### Fotnoter
1. ↑  ”Cowboy in Sweden”. IMDb.com. http://www.imdb.com/title/tt0201545/fullcredits?ref_=tt_cl_sm#cast. Läst 30 januari 2013.
2. ↑  Gradvall et al 2009, #303
3. ↑  ”Cowboy in Sweden”. Allmusic.com. http://www.allmusic.com/album/cowboy-in-sweden-mw0000666467. Läst 30 januari 2013.